# 遠洋国際中心駅
遠洋国際中心駅（えんようこくさいちゅうしん-えき）は中華人民共和国天津市河東区に位置する天津地下鉄2号線の駅。

## 駅構造
- 島式ホーム1面2線の地下駅で、ホームドア完備。出口は2箇所ある。

## 歴史
- 2012年7月1日 - 開業。[1]

## 隣の駅
- ■2号線

天津站駅 - 遠洋国際中心駅 - 順馳橋駅

## 参考
1. ↑  “2号线站点介绍”.   天津市地下鉄道集団. 2017年3月8日閲覧。